# Sankt Martin am Grimming
Sankt Martin am Grimming est une ancienne commune autrichienne du district de Liezen en Styrie.